# Ł
Ł (gemen: ł), kallat stunget l (se stungna bokstäver), är en bokstav i det latinska alfabetet som förekommer i polska, kasjubiska, sorbiska, vitryska (då vitryska skrivs med det latinska alfabetet), navajo, samt stundom i venetianska. 
I polska alfabetet kommer den efter vanligt l och uttalas som ett halvgutturalt engelskt W (/w/). I vitryska med latinskt alfabet motsvarar den kyrilliska Л; den uttalas som alveolar lateral approximant (/l/). I navajo uttalas den som tonlös alveolar lateral frikativa (/ɬ/).